# Atlas Tellski
Atlas Tellski (arab. ‏الأطلس التلي‎ = Al-Atlas at-Talli; fr. Atlas Tellien) – łańcuch górski w Afryce Północnej, w obrębie gór Atlas na terytorium Maroka, Algierii i Tunezji. Przebiega w kierunku wschód-zachód wzdłuż wybrzeży Morza Śródziemnego. Po południowej stronie Atlasu Tellskiego rozciąga się Wyżyna Szottów, od zachodu góry przechodzą w Atlas Średni i Rif, zaś od wschodu ograniczone są tunezyjskimi wybrzeżami Morza Śródziemnego.
W rejonie Atlasu Tellskiego leży kilka dużych miast, m.in. algierska stolica Algier czy Oran. Inne algierskie miasto – Konstantyna leży bezpośrednio w paśmie Atlasu Tellskiego na wysokości 650 m n.p.m.
Najwyższym szczytem Atlasu Tellskiego jest Tamkut Lalla Chadidża o wysokości 2308 m n.p.m.